# Herend
Herend är en mindre stad i Ungern med 3 349 invånare (2019). Här tillverkas porslinet med samma namn.

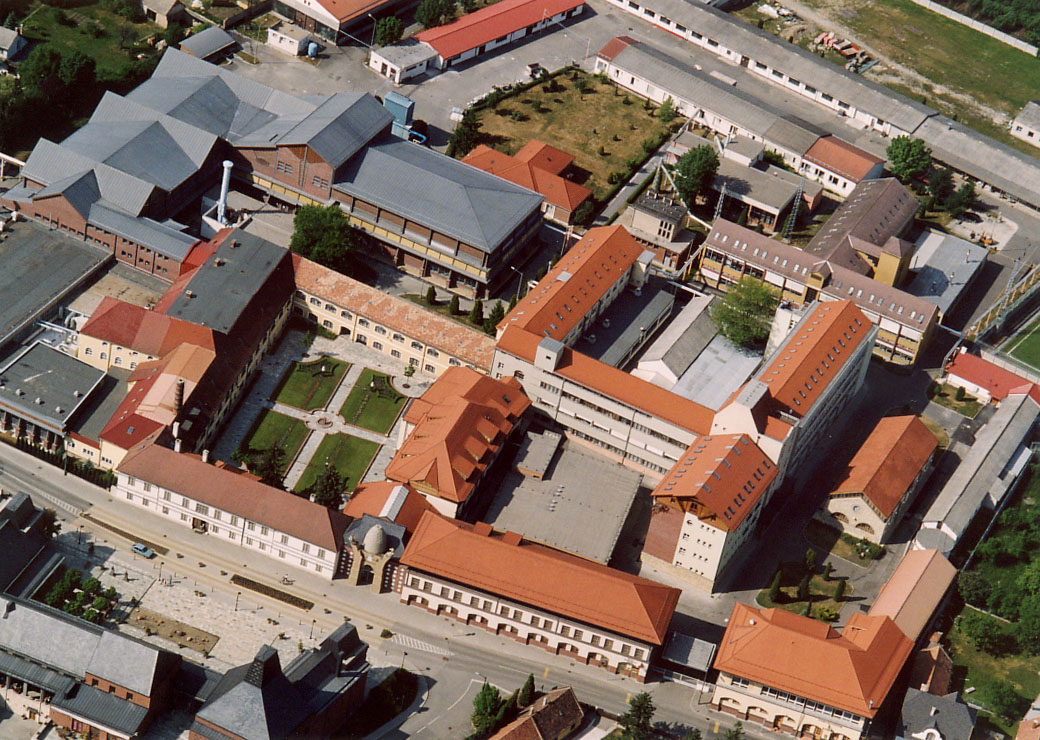
Porslinsfabriken Herend.